# Musica (Zweimonatsschrift)
Musica. Zweimonatsschrift für alle Gebiete des Musiklebens war eine deutschsprachige Zeitschrift, die der Bärenreiter-Verlag in 50 Jahrgängen in den Jahren 1947 bis 1996 herausgab. Ihr letzter Schriftleiter war (seit 1978) Clemens Kühn. Neben den vielen anderen Verlagspublikationen war diese als Veröffentlichung gedacht, die den deutschen Musikmarkt bestmöglich abdecken sollte, wie den Beiträgen der verschiedenen Jahrgänge zu entnehmen ist. Im Geleitwort bekennt sich die Zeitschrift dazu, weder ein bestimmtes Programm noch einen spezifischen Leserkreis ansprechen zu wollen.
Sie gehörte zu einer Reihe weiterer Musikzeitschriften des Verlages wie beispielsweise Musica sacra, Musik und Kirche und Die Musikforschung. In den beiden Anfangsjahren 1947 und 1948 erschien das Heft zweimonatlich, 1949 bis 1961 monatlich und 1962 bis zum Erscheinungsende 1996 wieder zweimonatlich. In den Jahren 1949 bis 1961 änderte sich der Untertitel entsprechend in Monatsschrift für alle Gebiete des Musiklebens. 1962 wurde die Zeitschrift Hausmusik mit Musica vereint und ging in ihr auf.
Nach Fred Hamels Tod 1957 übernahm Günter Haußwald (1908–1974) die Herausgabe des Heftes, ab 1962 für technische Themen unterstützt von Richard Baum (1902–2000) und ab 1968 zusätzlich von Wolfram Schwinger, der zuvor die Zeitschrift Phonoprisma geführt hatte und der 1971 bis 1975 die alleinige Herausgabe verantwortete. Ihm folgten 1976 Hanspeter Krellmann (* 1935), 1978 Sigrid Abel-Struth und 1989 Barbara Barthelmes (* 1957).